# Nyársasszarvasok
A nyársasszarvasok (Mazama) az emlősök (Mammalia) osztályának párosujjú patások (Artiodactyla) rendjébe, ezen belül a szarvasfélék (Cervidae) családjába és az őzformák (Capreolinae) alcsaládjába tartozó nem.

## Rendszerezés
A nembe az alábbi 10-11 élő faj tartozik:
- vörös nyársasszarvas (Mazama americana) (Erxleben, 1777)[1] – típusfaj
- Mazama bororo Duarte, 1996[2]
- nyársas szarvas (Mazama bricenii) (Thomas, 1908)[3]
- törpe nyársasszarvas (Mazama chunyi) Hershkovitz, 1959[4]
- Guazauvirá-szarvas (Mazama gouazoubira) (Fischer, 1814)[5]
- Mazama nana (Hensel, 1872)[6]
- amazóniai nyársasszarvas (Mazama nemorivaga) (F. Cuvier, 1817)
- yucatáni nyársasszarvas (Mazama pandora) Merriam, 1901[7]
- kis nyársasszarvas (Mazama rufina) Bourcier & Pucheran, 1852[8]
- közép-amerikai nyársasszarvas (Mazama temama) Kerr, 1792[9]
- Mazama tienhoveni Roosmalen, 2015[10] – talán egy új faj, de további kutatások és leírások hiányában ezidáig kétséges státuszú

## Rendszertani besorolásuk
A nyársasszarvasok rendszertani besorolása nagymértékű változásokon ment keresztül az utóbbi évtizedekben. 1999-ig a legtöbb rendszerező csak 4 fajt ismert el; a következőket: M. americana, M. gouazoubira, M. rufina és M. chunnyi. Később e négy fajt több állományát is faji szintre emeltek, emiatt 2005-ben a Mammal Species of the World harmadik kiadásában már kilenc faj van bemutatva. A tizedik fajt, azaz a M. nemorivaga-t hagyományosan a M. gouazoubira egyik állományaként tartották számon, de 2000-ben kitudódott, hogy ez téves feltételezés volt; az előbbi pedig megkapta a faji rangot. Ennek ellenére a Mammal Species of the World mégsem ismerte el. A M. „ochroleuca” nevű taxont is fajnak javasolták, de a leírása érvénytelen a Zoológiai Nevezéktan Nemzetközi Kódexe szerint; emiatt nem tekinthető fajnak. Ez az állat a perui Manú Nemzeti Park alföldjein fordul elő; szőrzete vöröses, lábai feketések; állítólag Bolívia északnyugati részén is észlelték.
A molekuláris adatok szerint a szarvasfélék családja Közép-Ázsiában jelent meg először, a késő miocén idején; továbbá az őzformák a miocén és pliocén korok határán terjedtek el Észak-Amerikában. A pliocénben, amikor is létrejött a Panama-földszoros Észak- és Dél-Amerika között, az Újvilág szarvasai adaptív radiáción mentek keresztül. A neotropikus szarvasok rendszertani és evolúciós történeti kapcsolatai szerint ekkortájt, azaz a pliocén végén – 2,5-3 millió éve – legalább nyolc ősi szarvasfaj hatolt be Dél-Amerikába. A kezdetleges, vörös színű nyársasszarvasok érkezésük után robbanásszerű diverzifikáción mentek keresztül, így számos, rejtélyes formájú szarvasfaj jött létre. Az újonnan kialakult amerikai endemikus szarvasok két csoportra oszthatók: az egyik az Odocoileus és M. americana csoport, mely Észak-, Dél- és Közép-Amerikában is megtalálható, míg a másik csoportba kizárólag dél-amerikai fajok tartoznak, köztük a M. gouazoubira. Ez arra utal, hogy a Mazama taxon érvénytelen. A genetikai vizsgálatok jelentős molekuláris és citogenetikai eltéréseket mutattak ki a megjelenésükben igen hasonló nyársasszarvasok között; ez pedig a Mazama szarvasnem polifiletikus eredetére utal. A várakozásokkal szemben különösen a Mazama americana mutatott meglepő kapcsolatot számos Odocoileus-szekvenciával, hiszen ez a mexikói eredetű M. americana (most már M. temama) haplotípust nem társították az addig analizált számos bolíviai Mazama-szekvenciával. Ebből következhet, hogy a nem nem monofiletikus. Más részről, a bolíviai Mazama kládot alkot a Pudu puda-val és az Ozotoceros bezoarticus-szal. Hasonlóan meglepő, hogy egy Kolumbia középső területéről származó Odocoileus virginianus-szekvencia közelebbi rokonságot mutatott egy észak-amerikai O. heminous-szekvenciával, mint más, kolumbiai eredetű O. virginianus-szekvenciákkal. Erre a jelenségre több magyarázat is született. Az első, hogy a két faj közös, ősi haplotípussal rendelkezik. A másik a két Odocoileus-faj közötti hibridizáció, mely többször is megismétlődhetett még az O. virginianus Észak-Amerikából Dél-Amerikába való vándorlása előtt.

### Fordítás
- Ez a szócikk részben vagy egészben  a   Brocket deer című angol Wikipédia-szócikk ezen változatának fordításán alapul.  Az eredeti cikk szerkesztőit annak laptörténete sorolja fel. Ez a jelzés csupán a megfogalmazás eredetét és a szerzői jogokat jelzi, nem szolgál a cikkben szereplő információk forrásmegjelöléseként.